# Parafia Świętej Rodziny w Mławie
Parafia pw. Świętej Rodziny w Mławie – parafia rzymskokatolicka należąca do dekanatu mławskiego zachodniego, diecezji płockiej, metropolii warszawskiej. Poprzednio należała do dekanatu mławskiego, diecezji płockiej, metropolii warszawskiej.
Została erygowana 13 maja 2001 roku. Proboszczem parafii jest ks. kan. mgr Sławomir Kowalski. 

## Miejsca kultu
W maju 2001 roku powstała kaplica, która służyła do sprawowania liturgii do 2008 roku. Budowa kościoła parafialnego rozpoczęła się w 2002 roku. Świątynia otrzymała wezwanie Matki Bożej Fatimskiej. Została poświęcona 13 września 2009 roku przez bp. Piotra Liberę.  